# Nagaur (huyện)
Huyện Nagaur là một huyện thuộc bang Rajasthan, Ấn Độ. Thủ phủ huyện Nagaur đóng ở Nagaur. Huyện Nagaur có diện tích 17718 ki lô mét vuông. Đến thời điểm năm 2001, huyện Nagaur có dân số 2773894 người.